# Jiang Yu
Jiang Yu (em chinês: 姜瑜) (1964 -) é a atual porta-voz do Ministério dos Negócios Estrangeiros da República Popular da China.